# Het Bernini Mysterie
Het Bernini Mysterie (originele Engelse titel: Angels and Demons) is een thriller geschreven door Dan Brown. In het verhaal wordt een reis terug in de tijd gemaakt, om de strijd tussen religie en wetenschap te verklaren.
De hoofdpersoon ziet zich geconfronteerd met het probleem dat een gestolen uitvinding van CERN (Conseil Européen pour la Recherche Nucléaire) een ernstige bedreiging vormt voor de wereldvrede. De dood gewaande Illuminati lijken springlevend en beramen hiermee een aanslag op het Vaticaan om de strijd tussen religie en wetenschap in het voordeel van de laatste te beslechten.
Gebouwen en pleinen waar de kunstwerken van Gian Lorenzo Bernini zich bevinden in Rome vormen de leidraad in de speurtocht naar de bom: de Capella Chigi (een kapel in de Santa Maria del Popolo), de Engelenburcht, het Pantheon, Piazza Navona, het Sint-Pietersplein en de Santa Maria della Vittoria.

## Samenvatting
Leonardo Vetra, een natuurkundige bij CERN in Genève, wordt vermoord in zijn lab en wordt achtergelaten met een luguber brandmerk van de illuminati op zijn borst. Professor Robert Langdon, symbooldeskundige, wordt uitgenodigd om uit te zoeken wie er achter de aanslag zit. De dader heeft echter niet alleen een moord gepleegd, hij heeft ook de nieuwste uitvinding van Leonardo gestolen: een druppel antimaterie. De Illuminati dreigen de druppel als bom te gebruiken om Vaticaanstad te vernietigen. 
In het Vaticaan zijn op dat moment alle kardinalen bijeen om een nieuwe paus te kiezen. Vier kardinalen ontbreken echter in de Sixtijnse kapel. Zij zijn ontvoerd door de Illuminati. De ontvoerder laat weten dat hij elk uur een gebrandmerkte kardinaal zal vermoorden. De eerste moord zal om 20u plaats vinden en om middernacht zal de bom afgaan. 
Langdon onderneemt een race tegen de klok samen met Vittoria, de dochter van de vermoorde wetenschapper. Hij volgt een eeuwenoud spoor door Rome, dat gebruikt werd door de Illuminati om bondgenoten in het geheim tot bij hen te leiden. De vier kardinalen worden vermoord als Langdon steeds net te laat bij het incident aankomt. Uiteindelijk wordt ook nog Vittoria door de moordenaar ontvoerd. Langdon zit hem echter op de hielen en weet hem te pakken, maar de moordenaar vecht terug en na wat gestoei valt hij van een balkon. 
De directeur van CERN, Kohler, gaat naar de camerlengo, die tijdens de sedisvacatie als het college van kardinalen zich afsluit van de buitenwereld, beslissingsbevoegdheid heeft. Kohler sterft en de camerlengo zegt dat hij dankzij God weet waar de bom is. Hij neemt deze mee in een helikopter en laat hem ver boven Vaticaanstad afgaan. Langdon laat de videobeelden van Kohlers dood zien aan de Zwitserse Garde, daaruit blijkt dat de Illuminati niet bestaan en dat het allemaal het plan van de camerlengo was om paus te worden en de mensen meer te laten geloven. De camerlengo pleegt daarna zelfmoord. Hierna wordt een nieuwe paus gekozen op de reguliere wijze.

### Verhaalfiguren
Robert Langdon
Hij is hoogleraar religieuze iconologie en hoogleraar kunstgeschiedenis aan Harvard University en heeft drie boeken geschreven over symboliek. Waaronder een over de Illuminati.
Langdon is 45 jaar, heeft plukjes grijs in zijn dikke bruine haar, doordringende blauwe ogen, een opvallend diepe stem en een brede glimlach. Zijn vrienden vinden hem een beetje raadselachtig omdat hij in verschillende eeuwen tegelijk thuishoort. In het weekend hangt hij in een spijkerbroek rond op de campus, andere keren is te zien in de duurdere kunsttijdschriften met zijn pak van Harris-tweed. Hij is geïnteresseerd in religieuze voorwerpen, zoals godenbeeldjes en kruisen, uit de hele wereld. Waterpolo is zijn favoriete sport. Hij heeft een lichte vorm van claustrofobie.
Langdon is vernoemd naar de persoon die de ambigrammen voor Het Bernini Mysterie ontwierp, als eerbetoon en dank van Dan Brown. Deze tekenaar heet namelijk ook Langdon. Langdon is in meerdere boeken van Dan Brown het hoofdpersonage.
Vittoria Vetra
Zij is natuurkundige, onderzoekt ecosystemen en heeft de fundamentele theorieën van Einstein weerlegd. Ze werkt samen met haar vader, Leonardo Vetra, aan de antimaterie.
Vetra is elegant, lang, slank en heeft een kastanjebruine huid en lang zwart haar. Haar gezicht vertoont Italiaanse trekjes. Ze is niet uitgesproken mooi. Ze is een expert op het gebied van hatha yoga, een eeuwenoude kunst van meditatieve rekoefeningen.
Carlo Ventresca
Hij is de camerlengo van de paus. Ook is hij de zoon van de paus, maar hier komt hij later pas achter. Wanneer hij denkt dat de paus zijn belofte van kuisheid heeft verbroken (wat niet het geval is), vermoordt Ventresca hem. Hij komt in het begin over als een goede, zachtaardige man.
Hij dient God en leeft voor de kerk in vroomheid. Zijn doel is: meer geloof van de mens in God. Hij gebruikt hiervoor de kerk en een "wonder". Via een opgezet spel weet de camerlengo het conclaaf en de wereld te misleiden, terwijl hij de papabili uit de weg ruimt.

## Thema
Het thema dat door het hele verhaal loopt is de eeuwige, onbeslisbare strijd tussen wetenschap en geloof. Wetenschap beredeneert dingen door empirische waarnemingen en trekt zo conclusies over het leven en de wereld. Het geloof houdt vast aan een god die almachtig is en alles heeft gemaakt. Het boek behandelt dit thema uitvoerig.

## Titelverklaring
De titel Het Bernini Mysterie verwijst naar de kunstenaar Bernini. Hij creëerde de kunstwerken die Robert Langdon en Vittoria Vetra in de stad Rome aandoen op hun zoektocht naar de vermiste kardinalen en de antimaterie. Bovendien is het ook allemaal een mysterie, omdat het gaat om een eeuwenoude organisatie waarvan het bestaan onduidelijk is. Ook is helemaal niet zeker of Bernini de geheime beeldhouwer van de Illuminati was. Het is een groot mysterie dat Robert Langdon probeert te ontrafelen.

## Schrijfstijl
Het verhaal begint met een proloog; Leonardo Vetra ligt op de grond en schreeuwt van de pijn, er wordt een witheet voorwerp in zijn borst gestoken. Na deze proloog wordt de lezer 'meegenomen' naar Robert Langdons kamer en wordt deze gebeld door Maximilian Kohler, directeur van CERN.
Het boek bevat overigens twee plattegronden: een van het hedendaagse Rome en Vaticaanstad. Ook zijn er de hoofdstukjes genaamd feiten, opmerking van de auteur en dankbetuiging.
Het verhaal is chronologisch met tijdvertraging. Het vindt dan ook plaats in ongeveer 24 uur.
De gebeurtenissen en de omgeving worden uitgebreid beschreven. Historische feiten en fictie wisselen elkaar af.

## De feiten
De eerste bladzijde van het boek geeft meteen een aantal 'feiten' weer. Toch is Dan Brown niet overal even eerlijk dan wel precies geweest.
De feiten op een rij:

"Het grootste wetenschappelijke onderzoeksinstituut ter wereld (CERN in Zwitserland) is er kortgeleden in geslaagd de eerste deeltjes antimaterie te produceren." Dit klopt niet. Antimaterie wordt al decennialang gemaakt. Wat Dan Brown waarschijnlijk bedoelt, is dat in 1995 het wetenschappers voor het eerst gelukt is om antiprotonen en anti-elektronen te combineren tot anti-waterstofatomen. Ook de zin die erop volgt, 'antimaterie is zeer onstabiel', is niet juist. Antimaterie is net zo stabiel als materie, het enige probleem is dat ze niet bij elkaar mogen komen.
Ook in het boek zitten een aantal onwaarheden waar wetenschappers zich vaak druk om maken. Zo beweert Vittoria Vetra dat de down-quark het antideeltje van de up-quark is, terwijl het allebei gewone materiedeeltjes zijn. De bijbehorende antideeltjes heten anti-up-quark en anti-down-quark.
Ook is het maken van antimaterie door in een deeltjesversneller een oerknal te veroorzaken volgens Doser onzin. Dit kan niet werken, omdat je daar hoeveelheden energie voor nodig hebt die menselijk technologie nooit zal kunnen genereren.
Wat ook veel wetenschappers ergert, is dat vader en dochter met zijn tweeën een wereldschokkend experiment doen. In werkelijkheid worden zulke experimenten gedaan door teams van duizenden onderzoekers en technici.
CERN heeft verder geen problemen met het uitkomen van dit boek. Volgens natuurkundige en hoofd-communicatie James Gillies is het boek zo overduidelijk fictie dat mensen de wetenschap die erin zit niet voor waarheid aanzien. In plaats daarvan wenden ze zich naar CERN om erachter te komen wat antimaterie echt is.

### Waar en niet waar in het boek omtrent CERN

#### Waar
- CERN bestaat, en het bevindt zich deels in Frankrijk, deels in Zwitserland.
- In 1995 was CERN het eerste instituut dat antimaterie produceerde met behulp van machines als LEAR en AD.
- LHC wordt de grootste versneller van de wereld in 2007. Deze versneller bevindt zich 100 meter onder de grond. LHC kan gedurende zeer korte tijdsspannes de omstandigheden scheppen die er ook waren net na de oerknal.
- In het boek wordt verteld dat Robert Langdon een frisbee gooit naar Nobelprijswinnaar Georges Charpak. Dit is aannemelijk, omdat er op CERN een ontspannen sfeer hangt en er inderdaad veel Nobelprijswinnaars rondlopen.
- Het web is door CERN uitgevonden in 1989 door Tim Berners-Lee.
- De grootste deeltjesversneller op CERN is een (ondergrondse) ring met een omtrek van 27 kilometer.
- Antimaterie wordt ongeveer op dezelfde wijze bewaard als in het boek.

#### Niet waar
- CERN is geen Zwitsers instituut, maar is een organisatie opgericht door 20 landen.
- De architectuur van CERN is niet hypermodern (met uitzondering van gebouwen 40, 39 en de Globe of Science and Innovation, die enigszins modern genoemd kunnen worden). Ook is het hoofdgebouw niet van glas en staal, maar gewoon een typisch gebouw uit de jaren vijftig.
- Robert Langdon wordt in het boek vervoerd door een X-33-vliegtuig, dat supersnel is. CERN heeft zelf geen enkel vliegtuig in bezit.
- CERN-onderzoekers gaan stress niet tegen door in een windtunnel te hangen. In plaats daarvan gaan ze joggen of skiën.
- Leonardo Vetra is niet Rolf Landua. De enige overeenkomst is dat ze beiden onderzoek doen naar antimaterie. Leonardo is bijvoorbeeld ook nog eens priester, wat Rolf Landua absoluut niet is.
- Antimaterie kan nog niet in zulke grote hoeveelheden worden geproduceerd.
- Het productieproces om antimaterie te verkrijgen, verschilt van het proces zoals dat in het boek wordt beschreven.

## Vervolg
Het vervolg van Het Bernini Mysterie is De Da Vinci Code.

## Verfilming
In 2009 werd het boek verfilmd en uitgebracht onder de titel Angels and Demons.